# Jean-Pierre Ransonnet
Pour les articles homonymes, voir Ransonnet.
Jean-Pierre Ransonnet, né à Lierneux le 26 décembre 1944, est un artiste belge. Il vit et travaille à Tilff (Belgique).

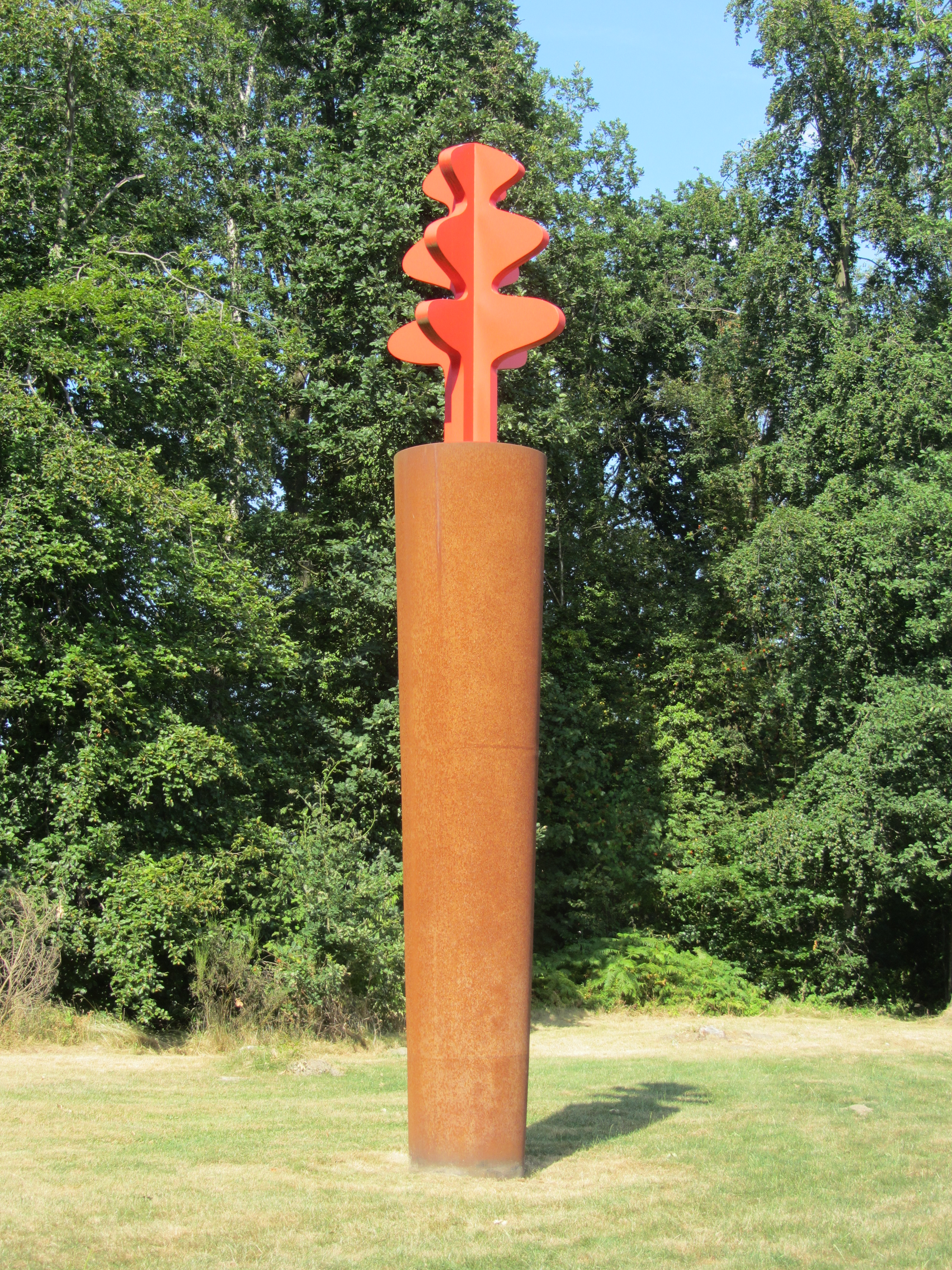
Le sapin rouge (2013), sculpture de Jean-Pierre Ransonnet, Musée d'art contemporain en plein air du Sart Tilman (Université de Liège)

## Biographie
(juillet 2013).
Formé à l'École supérieure des arts Saint-Luc de Liège (1962-1968), Jean-Pierre Ransonnet séjourne en Italie en 1970, grâce à une bourse de la fondation Lambert Darchis. Il enseigne le dessin à l'académie des beaux-arts de Liège de 1986 à 2009.

## Expositions
- 1997 : Paysages, à la galerie Le Triangle Bleu, à Stavelot.
- 2011 :
  - Ça peint les forêts - Peintures 1979-2011, à Liège, Galerie Les Brasseurs, et à Flémalle, Centre wallon d'art contemporain La Châtaigneraie.
  - Le jardin, ces jours-là, à la galerie Le Triangle Bleu, à Stavelot.
- 2012 : Jardins, à Paris, Galerie Pascaline Mulliez, 14 septembre - 27 octobre 2012.
- 2023 : Jean-Pierre Ransonnet. L' Lieux et Liens (1972-1980)[1], au BPS22, à Charleroi, du 18 février au 23 avril 2023.

## Publications
- Jean-Pierre Ransonnet, Lierneux « Les lieux et les liens » (1944-1968) Autoportrait, Liège, Yellow Now, 1976.

## Prix et distinctions
- Prix triennal de Peinture-Fondation Bolly-Charlier[2], Huy, 1990.
- Mention spéciale du jury[Qui ?] au Festival de Peinture de Cagnes-sur-Mer (Musée d'art contemporain du château Grimaldi), France, 1991.
- Prix Gustave Camus, Académie Royale de Belgique, 1994.
- Prix Joseph Albert (pour l'ensemble de l'œuvre), Académie Royale de Belgique, 2003.
- Membre de l'Académie Royale de Belgique, 2006[3].